# Trechalea connexa
Espèce
Synonymes
- Triclaria connexa O. Pickard-Cambridge, 1898

Trechalea connexa est une espèce d'araignées aranéomorphes de la famille des Trechaleidae.

## Distribution
Cette espèce est endémique du Mexique. Elle se rencontre au Veracruz, en Oaxaca, au Morelos, au Guerrero, au Jalisco, au Nayarit et au Sinaloa.

## Description
La carapace du mâle décrit par Carico en 1993 mesure 6,5 mm de long sur 6,2 mm de large et l'abdomen 6,1 mm de long et celle de la femelle mesure 7,2 mm de long sur 7,0 mm de large et l'abdomen 8,0 mm de long.

## Publication originale
- O. Pickard-Cambridge, 1898 : Arachnida. Araneida. Biologia Centrali-Americana, Zoology. London, vol. 1, p. 233-288 (texte intégral).